# Malaka (serie televisiva)
Malaka è una serie televisiva spagnola di genere thriller, poliziesco, creata da Daniel Corpas e Samuel Pinazo per TVE.
La serie, con Maggie Civantos, Salva Reina e Vicente Romero, è prodotta da Globomedia e presenta Javier Olivares (noto per essere il co-creatore e showrunner di El Ministerio del Tiempo  sempre su TVE) come produttore esecutivo. È stata presentata il 2 settembre 2019 al Festival nazionale della televisione in Spagna ed è stato rilasciato dall'1 al 9 settembre 2019.
La serie è un omaggio alla gente, all'atmosfera e alla tradizione della città di Malaga. Tra le sue reminiscenze più vicine ci sono Rinconete e Cortadillo e la serie TVE Juncal. tra gli altri.